# Čóei Sató
Čóei Sató (* 15. duben 1951) je bývalý japonský fotbalista.

## Klubová kariéra
Hrával za Furukawa Electric.

## Reprezentační kariéra
Čóei Sató odehrál za japonský národní tým v roce 1978 celkem 1 reprezentační utkání.

## Statistiky
| Japonsko | Japonsko | Japonsko |
| Roky     | Záp.     | Góly     |
| -------- | -------- | -------- |
| 1978     | 1        | 0        |
| Celkem   | 1        | 0        |